# Eldece Clarke
Eldece Clarke (Bahamas, 13 de enero de 1965) es una atleta bahameña retirada, especializada en la prueba de 4 x 100 m en la que llegó a ser subcampeona olímpica en 1996.

## Carrera deportiva
En los JJ. OO. de Atlanta 1996 ganó la medalla de plata en los relevos 4 x 100 metros, con un tiempo de 42.14 segundos, tras Estados Unidos y Jamaica, siendo sus compañeras de equipo: Chandra Sturrup, Savatheda Fynes, Pauline Davis-Thompson y Debbie Ferguson.